# 田村秋子
田村 秋子（たむら あきこ、1905年10月8日 - 1983年2月3日）は、日本の新劇女優。

## 来歴

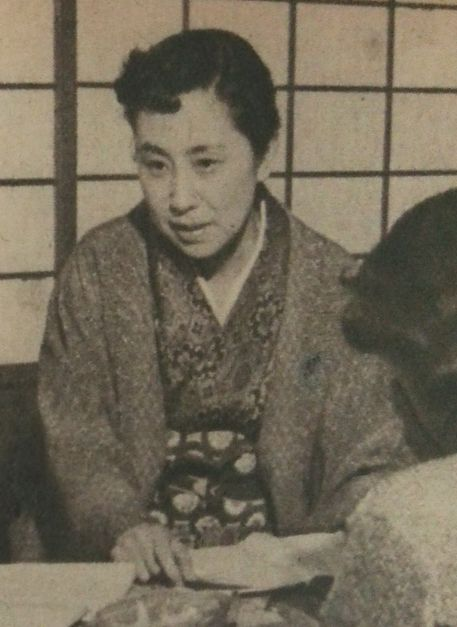
1949年

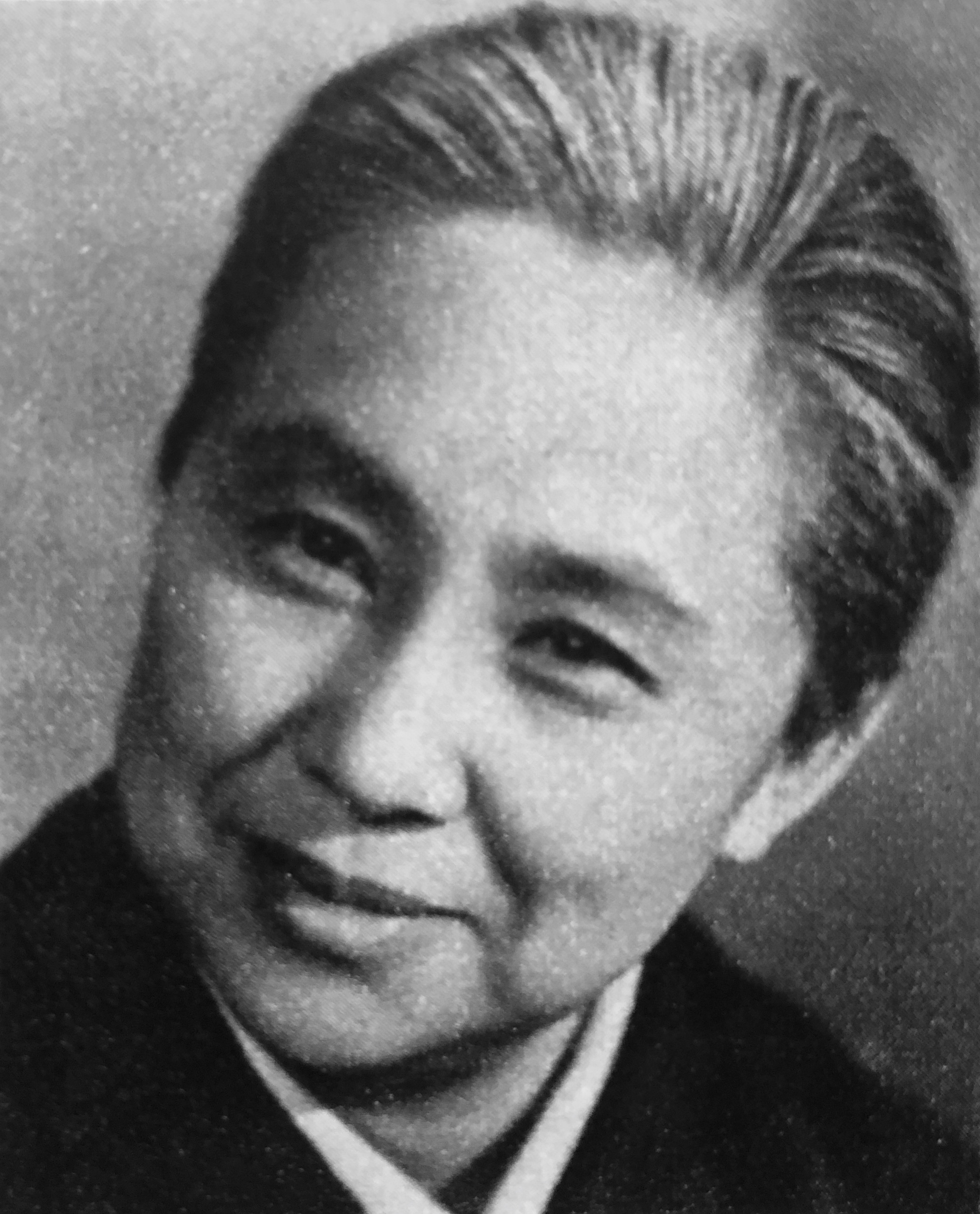
1955年

小説家・劇作家の田村西男の長女として東京市下谷区に生まれる。神田高等女学校卒業。1924年築地小劇場に入り、1925年3月、俳優友田恭助と結婚。結婚後の本名は伴田秋子。1927年「愛欲」などに出演する。1932年友田ともに築地座を結成、1936年解散。
1937年9月6日、夫とともに「文学座」の結成に参加。だが友田はすぐに日中戦争に召集され10月6日に戦没した。文学座は、11月31日、秋子を主役とした旗揚興行を予定していたが、秋子が「遺骨が戻ってくるまでは出演をしない」と拒否して公演は延期となった。
戦後1949年、文学座に名誉座員として迎えられ、自作「姫岩」で舞台復帰し1950年『ヘッダ・ガブラー』に主演、自伝『一人の女優の歩んだ道』（1962）がある。また里見弴が秋子をモデルとして書いた小説が『宮本洋子』（苦楽社 1947）である。作家・豊田正子はその晩年を『花の別れ－田村秋子とわたし』（未來社 1985）に描いている。
晩年は君津の高級老人ホームで暮らした。

## その他
映画「少年期」「本日休診」での田村秋子の台詞回し等が杉村春子に似ている部分があるが、先輩の田村秋子の演技に後輩の杉村春子が影響されているためであり逆ではない。例えば杉村春子は自伝で築地小劇場分裂後の築地座(1932年-1936年)について「そのころの築地座の女優さんたち、毛利菊枝、清川玉枝、月野道代、滝蓮子、堀越節子のみなさん、それに私、みんながみんな田村さんを目標にしのぎを削ったものでした。」と書いている。

## 出演映画
- 『受胎』（1948年） - 高木ふさ
- 『幸福の限界』（1948年） - 母
- 『女の一生』（1949年） - 木村たき
- 『火山脈』（1950年） - 野口シカ

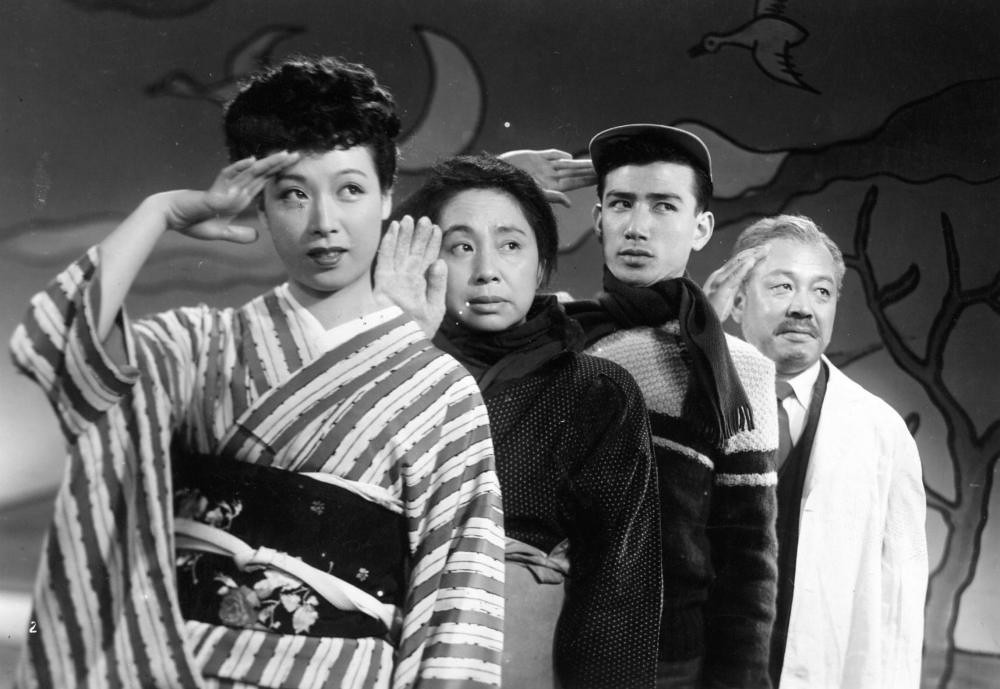
『本日休診』（1952年）

- 『えりことともに』（1951年） - 河村幸枝
- 『自由学校』（1951年） - 羽根田銀子
- 『少年期』（1951年） - 母
- 『本日休診』（1952年） - 湯川三千代
- 『愛の砂丘』（1953年） - 田島秋子
- 『幸福さん』（1953年） - 花子さん
- 『にごりえ』（1953年） - 齊藤もよ
- 『うちのおばあちゃん』（1955年） - 岡本あさま
- 『美わしき歳月』（1955年） - 祖母
- 『こころ』（1955年） - 未亡人
- 『風前の灯』（1957年） - 佐藤てつ

## 著作
- 『姫岩 / 雪ごもり』（三明社、文学座シリーズ 第1集） 1949年
- 『一人の女優の歩んだ道』（小山祐士共著、白水社） 1962年
- 『友田恭助のこと』（伴田英司共著、中央公論事業出版） 1972年
- 『築地座 演劇美の本質を求めて』（内村直也共著、丸ノ内出版） 1976年
- 内村直也『女優田村秋子』（文藝春秋） 1984年 - 戯曲作品も収録